# Пільське воєводство
Пільське воєводство (пол. województwo pilskie) — адміністративно-територіальна одиниця Польщі найвищого рівня, яка існувала у 1975—1998 роках.
Являло собою одну з 49 основних одиниць адміністративного поділу Польщі, які були скасовані в результаті адміністративної реформи Польщі 1998 року.
Займало площу 8205 км². Адміністративним центром воєводства було місто Піла. Після адміністративної реформи воєводство припинило своє існування і його територія відійшла до Великопольського та Західнопоморського воєводств.

## Районні адміністрації
- Районна адміністрація у Ходзежі для гмін: Будзинь, Ходзеж, Маргонін, Ричивул, Шамоцин, Уйсце та міста Ходзеж
- Районна адміністрація у Чарнкові для гмін: Чарнкув, Дравсько, Любаш, Полаєво, Вронкі та міста Чарнкув ,
- Районна адміністрація у Пілі для гмін: Білосліве, Качори, Лобжениця, Мястечко-Краєнське, Шидлово, Вижиськ, Висока та міста Піла
- Районна адміністрація у Тшцянці для гмін: Кшиж-Велькопольський, Тшцянка та Велень
- Районна адміністрація у Валчі для гмін: Члопа, Мірославець, Тучно, Валч та міста Валч
- Районна адміністрація у Вонгровеці для гмін: Дамаславек, Голаньч, Гміна Роґозьно, Вапно, Вонгровець та місто Вонгровець
- Районна адміністрація у Злотові для гмін: Ястрове, Краєнка, Ліпка, Оконек, Тарнувка, Закшево та Злотув, а також міста Злотув.

## Міста
Чисельність населення на 31.12.1998
- Піла – 79 568
- Валч – 27 554
- Вонгровець – 24 353
- Ходзеж – 20 228
- Злотув – 18 786
- Тшцянка – 17 094
- 24px Чарнкув – 12 138
- Вронкі – 11 897
- Рогозьно – 11 129
- Ястрове – 8400
- Кшиж-Великопольський – 6300
- Велень – 6000
- Вижиськ – 5000
- Уйсьце – 4400
- Шамоцин – 4300
- Оконек – 3800
- Краєнка – 3600
- Голаньч – 3300
- Лобжениця – 3200
- Маргонін – 3000
- Висока – 2800
- Мирославець – 2600
- Члопа – 2400
- Тучно – 2000

## Населення
- 1975 – 417 400
- 1980 – 437 100
- 1985 – 465 400
- 1990 – 480 700
- 1995 – 494 000
- 1998 – 496 900